# Tanypus stictolabis
Tanypus stictolabis är en tvåvingeart som först beskrevs av Jean-Jacques Kieffer 1923.  Tanypus stictolabis ingår i släktet Tanypus och familjen fjädermyggor. Inga underarter finns listade i Catalogue of Life.